# Constantine (videogioco)
Constantine è un videogioco ispirato all'omonimo film sviluppato dalla Bits Studios e pubblicato dalla THQ nell'aprile del 2005.

## Trama
La trama è molto simile a quella che si dipana attraverso la pellicola cinematografica, ma vi sono numerose aggiunte e diversi rimaneggiamenti.

## Modalità di gioco
Il gioco si svolgerà nella città di Los Angeles, in cui i giocatori interpreteranno l'esorcista Constantine. Per avanzare nei vari livelli, il giocatore è chiamato ad aprirsi la strada sfruttando il passaggio tra la nostra dimensione e quella infernale. Questo passaggio, eseguibile utilizzando un incantesimo specifico innanzi alle pozze d'acqua, è necessario in quanto permette di sbloccare delle aree altrimenti inaccessibili essenziali per il prosieguo del gioco. La difficoltà aumenterà mano a mano che si avanzerà lungo i 14 livelli previsti dalla modalità principale.  Per aiutarsi nell'individuazione di eventuali nemici o passaggi nascosti, il gioco permette ai videogiocatori di impiegare la modalità "vera vista", che renderà visibile ciò che non si vede. Una volta individuati, i nemici potranno essere affrontati con svariate armi da fuoco e incantesimi ottenuti con dei quick time event. Sparse per i livelli, si trovano delle carte dei tarocchi, le quali hanno il compito di sbloccare il materiale bonus presente nell'apposita voce del menù principale.

## Accoglienza
Il gioco è stato criticato per quanto riguarda la linearità dei livelli, la mancanza di un doppiaggio d'atmosfera, la presenza di un'intelligenza artificiale deficitaria e la realizzazione grafica, fatta eccezione per il modello poligonale di Constantine usando la tecnica Cyberscan sul corpo di Keanu Reeves.